# Bizarre, bizarre
Pour les articles homonymes, voir Bizarre.
Pour le recueil de nouvelles de Roald Dahl, voir Bizarre ! Bizarre ! et Tales (homonymie).
Bizarre, bizarre (Tales of the Unexpected) est une série télévisée britannique en 112 épisodes de 25 minutes environ, créée par Roald Dahl et diffusée entre le 24 mars 1979 et le 13 mai 1988 sur le réseau ITV. Les 9 épisodes de la saison 1, 8 épisodes la saison 2 et 1 épisode de la saison 3 sont des adaptations d'œuvres de Roald Dahl, notamment des recueils de nouvelles horrifiques Bizarre ! Bizarre ! et Kiss Kiss.
Au Québec, la série a été diffusée à partir du 5 novembre 1980 à la Télévision de Radio-Canada, puis à partir du 7 janvier 1987 à Télévision Quatre-Saisons, et rediffusée dans les années 2020 sur Frissons Télé. En France, la série a été diffusée à partir du 12 septembre 1982 sur FR3. Rediffusion à la fin des années 1980 sur La Cinq. Enfin, rediffusion du 7 août 1995 au 30 août 1996 sur France 3.

## Distribution
- Roald Dahl : le préfacier (deux premières saisons)

De nombreux acteurs ont participé au casting de cette série parmi lesquels : Michael Brandon, Janet Leigh, Leslie Caron, Joan Collins, Joseph Cotten, José Ferrer, John Gielgud, Derek Jacobi, John Mills, Micheline Presle, Telly Savalas…

## Épisodes

### Première saison (1979)
1. Pour un doigt (Man From the South)
2. Chez ma tante (Mrs Bixby and the Colonel's Coat)
3. Titre français inconnu (William and Mary)
4. Un os dans le gigot (Lamb to the Slaughter)
5. L'Homme de paille (The Landlady)
6. Tel est pris (Neck)
7. De la musique pour les chats (Edward the Conqueror)
8. Le Grand Plongeon (A Dip in the Pool)
9. L'heure est venue (The Way Up to Heaven)

### Deuxième saison (printemps 1980)
1. Gelée royale (Royal Jelly)
2. Signé Soutine (Skin)
3. Douce Folie (Galloping Foxley)
4. Question de doigté (The Hitch-hiker)
5. Le Venin (Poison)
6. Les Petites Douceurs (Fat Chance)
7. Le Tastevin (Taste)
8. Les Liens de la famille (My Lady Love, My Dove)
9. Mon poulet, mon lapin (Georgy Porgy)
10. Attention à la Peinture (Depart in Peace)
11. L'Homme au parapluie (The Umbrella Man)
12. Le Petit Dernier (Genesis and Catastrophe)
13. Titre français inconnu (Mr. Botibol's First Love)
14. Retour pour Noël (Back for Christmas)
15. Titre français inconnu (The Orderly World of Mr Appleby)
16. Titre français inconnu (The Man at the Top)

### Troisième saison (automne 1980)
1. L'Attrape-mouche (The Flypaper)
2. Titre français inconnu (A Picture of a Place)
3. L'Arme à gauche (Proof of Guilt)
4. Vengeance et compagnie (Vengeance is Mine Inc.)
5. On ne peut pas tout avoir (A Girl Can't Always Have Everything)
6. Le Plaisir du pardon (Parson's Pleasure)
7. Le Raté (The Stinker)
8. Titre français inconnu (I'll be Seeing You)
9. Titre français inconnu (The Party)

### Quatrième saison (1981)
1. La Statue (Would you Believe it?)
2. L'Engrenage (Vicious Circle)
3. L'enfant qui parlait aux animaux (The Boy Who Talked with Animals)
4. Titre français inconnu (The Best of Everything)
5. Titre français inconnu (A Woman's Help)
6. Titre français inconnu (Shatterproof)
7. Le Son (The Sound Machine)
8. Le Silence du tombeau (Never Speak I'll of the Dead)
9. Au pied de la lettre (The Best Policy)
10. La Dernière Bouteille (The Last Bottle in the World)
11. Tableaux en peau d'artiste (Kindly Dig Your Grave)
12. À toutes épreuves (Completely Foolproof)
13. Arnaques sur commande (There's One Born Every Minute)
14. Ma merveilleuse amie (Bosom Friends)
15. Titre français inconnu (A Glowing Future)
16. Titre français inconnu (The Way to Do it)
17. Détournement (Hijack)

### Cinquième saison (1982)
1. Marigold (Blue Marigold)
2. L'Oreille indiscrète (The Eavesdropper)
3. Opération Coffre-Fort (Operation Safecrack)
4. Le Sablier (Run, Rabbit, Run)
5. L'Étranger dans la ville (Stranger in Town)
6. Les Taupes (The Moles)
7. Fausse note (Decoy)
8. Culpabilisation (Pattern of Guilt)
9. La Rivale (A Harmless Vanity)
10. La mort est là (Death Can Add)
11. La Main du coupable (Light Fingers)
12. Mort au matin (Death in the Morning)
13. Les Comédiens (What Have you Been up to Lately?)
14. L'Absence d'Emily (The Absence of Emily)
15. Dans le sac (In the Bag)
16. La Chance (A Man with a Fortune)
17. A qui la dame ? (Who's Got the Lady?)
18. Le Squelette (The Skeleton Key)

### Sixième saison (1983)
1. Titre français inconnu (A Passing Opportunity)
2. Titre français inconnu (The Memory Man)
3. Titre français inconnu (A Sad Loss)
4. Titre français inconnu (Clerical Error)
5. Titre français inconnu (Heir Presumptuous)
6. Titre français inconnu (Where's Your Sense of Humour?)
7. Titre français inconnu (Down Among the Sheltering Palms)
8. Titre français inconnu (The Vorpal Blade)
9. Titre français inconnu (The Wrong 'Un)
10. Le Déjeuner (The Luncheon)
11. Titre français inconnu (The Tribute)
12. Titre français inconnu (Hit and Run)
13. Titre français inconnu (Youth from Vienna)
14. Titre français inconnu (Turn of the Tide)

### Septième saison (1984)
1. Titre français inconnu (The Dirty Detail)
2. Titre français inconnu (The Best Chess Player in the World)
3. Titre français inconnu (Proxy)
4. Titre français inconnu (Have a Nice Death)
5. Titre français inconnu (Number Eight)
6. Titre français inconnu (The Last of the Midnight Gardeners)
7. Titre français inconnu (The Gift of Beauty)
8. Titre français inconnu (Wet Saturday)
9. Un amour froid (Sauce for the Goose)
10. Drôle d'oiseau (Bird of Prey)
11. Titre français inconnu (I Like it Here in Wilmington)
12. Titre français inconnu (Accidental Death)
13. Titre français inconnu (The Reconciliation)
14. Titre français inconnu (The Mugger)
15. Les revenants (The Open Window)

### Huitième saison (1985)
1. Titre français inconnu (People Don't Do Such Things)
2. Situation d'avenir (In the Cards)
3. Petits et grands moyens (Nothin' Short of Highway Robbery)
4. Histoire d'os (Scrimshaw)

### Neuvième saison (1987-1988)
1. Un squelette dans le placard (Skeleton in the Cupboard)
2. La Femme du colonel (The Colonel's Lady)
3. Le Chirurgien (The Surgeon)
4. Le Bedeau (The Verger)
5. L'apprentissage de la vie (The Facts of Life)
6. Titre français inconnu (Wink Three Times)
7. Titre français inconnu (The Dead Don't Steal)
8. Histoire de mains (The Finger of Suspicion)
9. Titre français inconnu (A Time to Die)
10. Monsieur je-sais-tout (Mr Know-All)

## Commentaires
- Le thème du générique est composé par Ron Grainer. Il est notamment l’auteur de ceux de Le Prisonnier, L'Homme à la valise ou Doctor Who[4].
- Aux États-Unis, une série du même titre (Quinn Martin's Tales of the Unexpected) produite par Quinn Martin a été diffusée sur NBC entre février et août 1977[4]. Six épisodes furent diffusés sur TF1 en 1978, sous le titre Voyage dans l'inconnu.